# Westinghouse
Westinghouse Electric Corporation, zkráceně Westinghouse, byl americký průmyslový koncern podnikající především v oblasti elektrotechniky. Roku 1886 ho založil vynálezce a podnikatel George Westinghouse, známý také jako účastník války proudů, v níž proti firmě General Electric a Edisonovu stejnosměrnému rozvodu zastával myšlenku střídavého napětí. Ten již předtím založil společnost Westinghouse Air Brake Company. Vedle Westinghouseho ve firmě působili také William Stanley, Nikola Tesla a Oliver B. Shallenberger.
Westinghouse Electric Corporation jako značka zanikla poté, co ji roku 1995 převzala vysílací společnost CBS, přeorientovala se na mediální trh a roku 1997 převzala název CBS, z čehož vzešla současná CBS Corporation. Bývalá jaderná divize Westinghouse dodnes působí pod názvem podobným původnímu názvu mateřské firmy jako Westinghouse Electric Company.